# Souvigny-en-Sologne
Souvigny-en-Sologne település Franciaországban, Loir-et-Cher megyében. Lakosainak száma 509 fő (2022. január 1.). Souvigny-en-Sologne Sennely, Isdes, Vannes-sur-Cosson, Chaon és Vouzon községekkel határos.

## Népesség
A település népessége az elmúlt években az alábbi módon változott:
| Lakosok száma | 406  | 426  | 440  | 468  | 505  | 515  | 524  | 535  | 538  | 509  |
|               | 1968 | 1982 | 1990 | 2006 | 2013 | 2015 | 2017 | 2019 | 2020 | 2022 |